# Сурин, Станислав-Сильвестр Онуфриевич
Станислав-Сильвестр Онуфриевич Сурин (1858—1928) — русский и польский военный деятель, генерал-майор (1915), дивизионный генерал (1923). Герой Русско-японской войны.

## Биография
Католического вероисповедания. Отец — майор Онуфрий Францевич Сурин.
В службу вступил в 1875 году после окончания Нижегородского кадетского корпуса. С 1877 года после окончания Павловского военного училища произведён в прапорщики и выпущен в Олонецкий 14-й пехотный полк. В 1878 года произведён в подпоручики, в 1880 году в поручики, в 1887 году в штабс-капитаны. В 1893 году после окончания Офицерской стрелковой школы произведён в капитаны.
С 1904 года участник Русско-японской войны в составе 1-го Вост-Сибирского стрелкового полка. За храбрость в этой компании 13 февраля 1915 года был награждён орденом Святого Георгия 4-й степени. В 1905 году «за боевые отличия» произведён в подполковники, в 1907 году «за отличие» в полковники.
С 1906 по 1908 годы начальник пулемётной части Офицерской стрелковой школы. С 1908 года командир 219-го Юхновского резервного пехотного батальона. С 1912 года назначен командиром 6-го Таврического гренадерского полка, с 1914 года вместе со своим полком участвовал в Первой мировой войне. В 1915 году «за отличие» произведён в генерал-майоры с назначением командиром бригады 8-й пехотной дивизии.
С 1917 года начальник офицеров запаса 1-го Польского корпуса. 12 марта 1921 года уволен в отставку с мундиром. 26 октября 1923 года указом президента Польской республики утвержден в чине дивизионного генерала Войска Польского в отставке.
Умер 11 марта 1928 года в Польше.

## Награды
- Орден Святого Станислава 2-й степени (1899)
- Орден Святой Анны 2-й степени (1899; Мечи к ордену — ВП 05.10.1916)
- Орден Святого Георгия 4-й степени (ВП 13.02.1905)
- Орден Святого Владимира 4-й степени с бантом за 25 лет (1906; Мечи к ордену — ВП 06.05.1916)
- Орден Святого Владимира 3-й степени с мечами (ВП 27.10.1914)
- Орден Святого Станислава 1-й степени с мечами (ВП 01.12.1916)